# Timed Text

Timed Text est une technique de présentation d'un support textuel de façon synchronisée avec un autre support, par exemple audio ou vidéo.
Les principales applications de Timed Text sont le sous-titrage en temps réel de films dans des langues étrangères sur le web, l'ajout de légendes pour les malentendants, le karaoké, l'ajout d'éléments textuels supplémentaires ou les applications de prompteur.
Le type MIME de Timed Text est spécifié dans la RFC 3839.
Le W3C prépare une recommandation pour Timed Text qui couvrira de nombreux aspects de son fonctionnement sur le web. Une recommandation est actuellement en proposition.
Timed Text améliore l'expérience utilisateur pour les services qui font intervenir du texte séquentiel. Les principales organisations susceptibles de travailler avec Timed Text sont les marchands de contenu multimédia en streaming, les navigateurs web, les organisations qui travaillent sur les problématiques d'accessibilité et les producteurs de sous-titres.

## Exemple
Voici un exemple extrait des sous-titres de Fight Club :
```
1
00:01:32,654 --> 00:01:35,865
On me demande sans arrêt
si je connais Tyler Durden.

2
00:01:36,074 --> 00:01:37,158
Trois minutes.

3
00:01:37,700 --> 00:01:38,785
Nous y voilà.
```